# رونالد لاك
رونالد لاك (9 مايو 1891 - 28 يوليو 1950) (بالإنجليزية: Ronald Lake)‏ هو لاعب كريكت بريطاني (وحمل سابقاً جنسية المملكة المتحدة لبريطانيا العظمى وأيرلندا).